# Hạ Hầu
Hạ Hầu (chữ Hán: 夏侯, Bính âm: Xiàhóu) là một họ người Hoa.
Hạ Hầu là một trong 60 họ kép (gồm hai chữ) trong danh sách Bách gia tính.